# Federazione italiana Viet Vo Dao
La  Federazione italiana Viet Vo Dao si è  costituita a Roma nel 1980 ed è tuttora l'unica Associazione Sportiva nel italiana a poter utilizzare legalmente il nome Viet Vo Dao ed il distintivo della Federazione Internazionale. Il Ministero dell'Industria del Commercio e dell'Artigianato, in data 2 ottobre 1989, ha concesso alla Federazione Viet Vo Dao Italia Associazione Sportiva Dilettantistica, come marchio di primo deposito il brevetto n° 513966 per la protezione dell'originalità del “distintivo” ed il brevetto n° 513967 per la protezione dell'originalità del nome “VIET VO DAO”.